# Kreis Domleschg
| Domleschg           | Domleschg          |
| ------------------- | ------------------ |
| Domleschg           |                    |
| Basisdaten          |                    |
| Staat:              | Schweiz            |
| Kanton:             | Graubünden (GR)    |
| Bezirk:             | Hinterrhein        |
| Hauptort:           | Fürstenau          |
| Fläche:             | 73,94 km²          |
| Einwohner:          | 4684 (31.12.2023)  |
| Bevölkerungsdichte: | 63,3 Einw. pro km² |
| Aufgehoben am:      | 31. Dezember 2017  |
| Karte               |                    |
| Karte von Domleschg |                    |

Der Kreis Domleschg bildete bis zum 31. Dezember 2015 zusammen mit den Kreisen Avers, Rheinwald, Schams und Thusis den Bezirk Hinterrhein des Kantons Graubünden in der Schweiz. Der Sitz des Kreisamtes befand sich in Fürstenau. Durch die Bündner Gebietsreform wurden die Kreise aufgehoben. Der Kreis Domleschg blieb für überkommunale Aufgaben bis zum 31. Dezember 2017 weiter bestehen. Die entsprechenden Kreisaufgaben wurden ab 1. Januar 2018 durch die Region Viamala mit Hauptsitz in Thusis übernommen.

## Gemeinden
Der Kreis setzte sich zuletzt aus folgenden Gemeinden zusammen:
| Wappen            | Name der Gemeinde | Einwohner (Dez. 2009) | Fläche in km² | BFS-Nr |
| ----------------- | ----------------- | --------------------- | ------------- | ------ |
| Domleschg         | Domleschg         | 2219                  | 45,94         | 3673   |
| Fürstenau         | Fürstenau         | 349                   | 1,32          | 3633   |
| Rothenbrunnen     | Rothenbrunnen     | 312                   | 3,11          | 3637   |
| Scharans          | Scharans          | 838                   | 14,29         | 3638   |
| Sils im Domleschg | Sils im Domleschg | 966                   | 9,28          | 3640   |

## Veränderungen im Gemeindebestand seit 2000

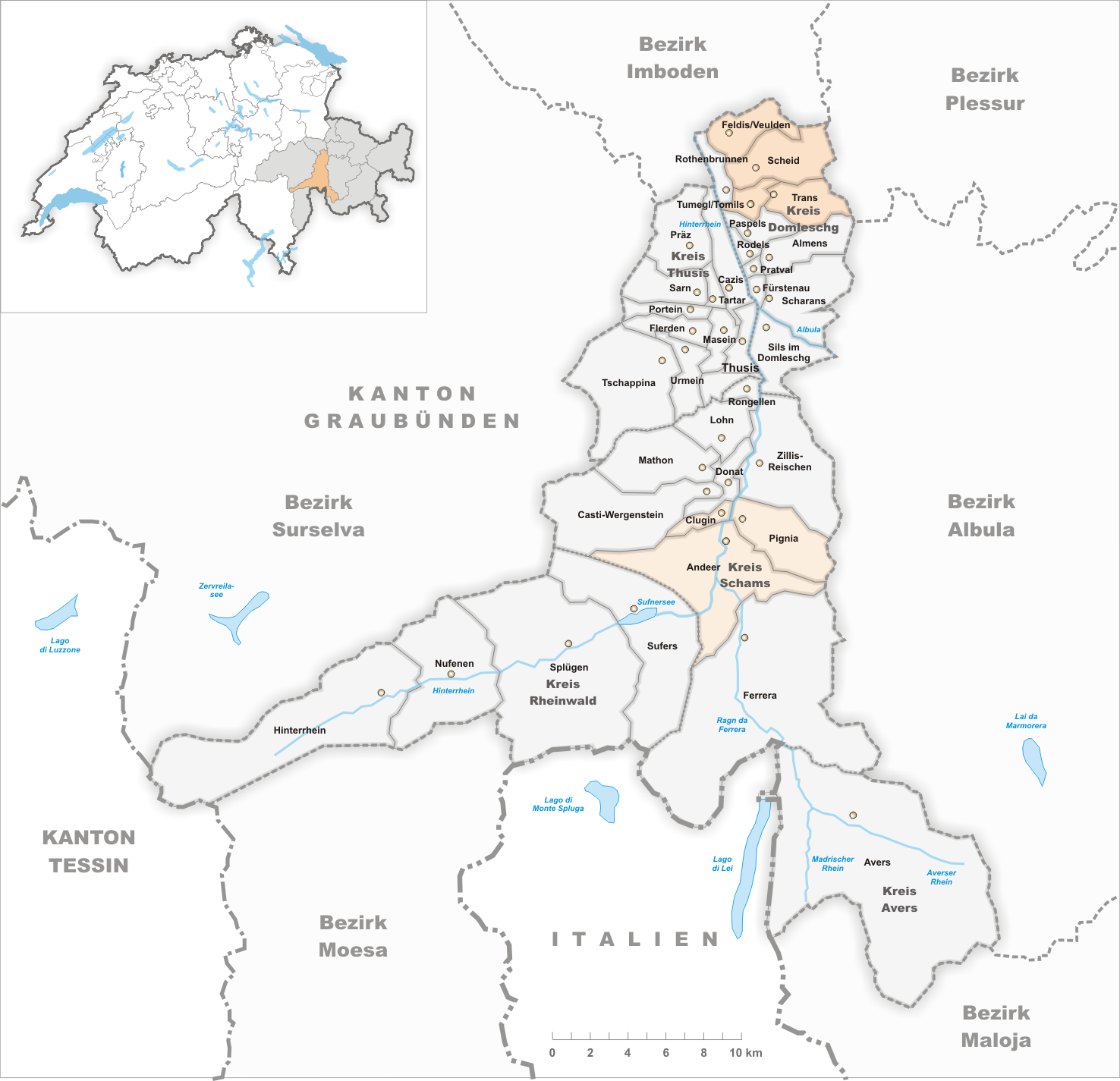
Gemeinden bis 2008
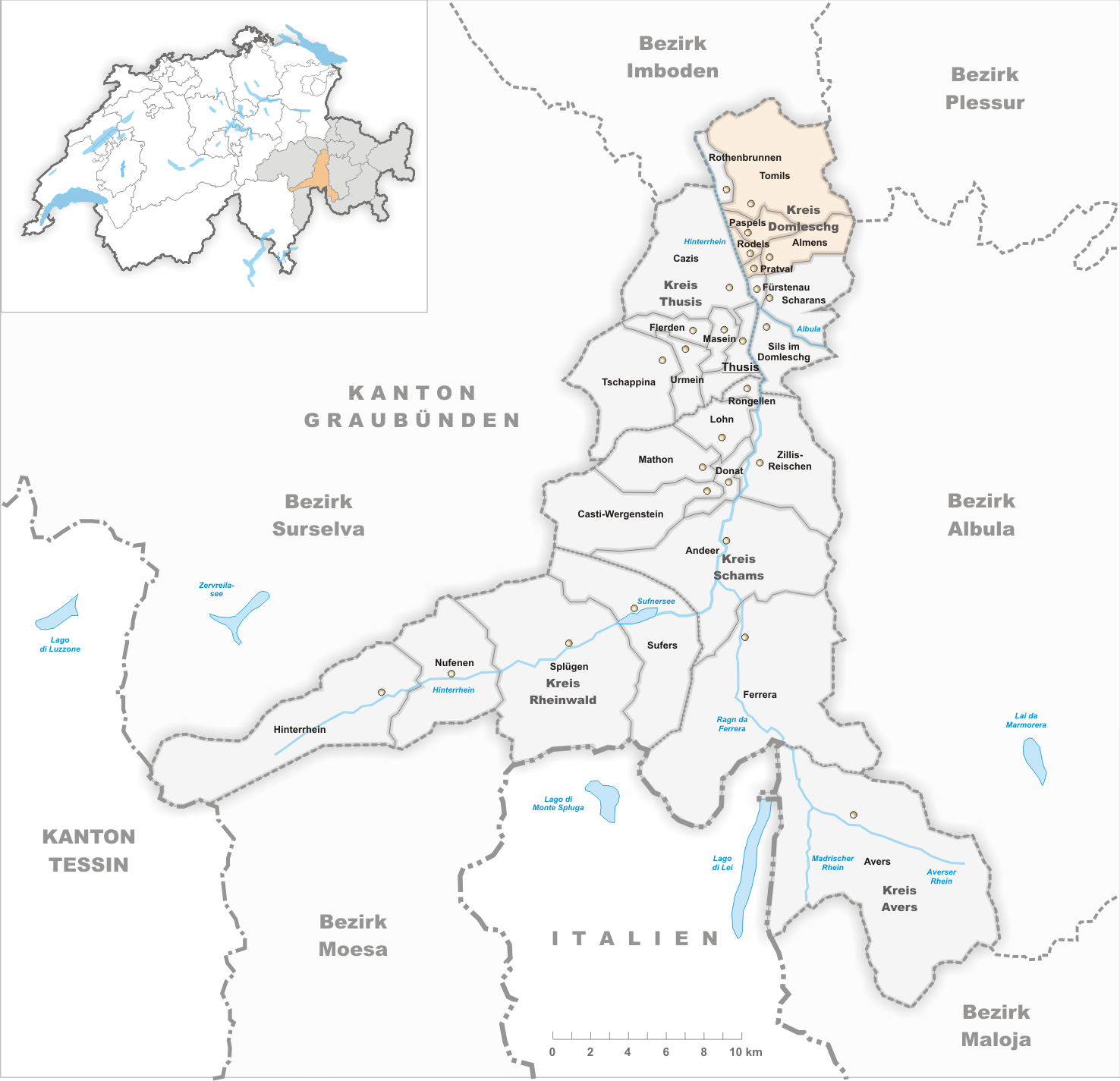
Gemeinden bis 2014

### Fusionen
- 2009: Feldis/Veulden, Scheid, Trans und Tumegl/Tomils → Tomils

- 2015: Almens, Paspels, Pratval, Rodels und Tomils → Domleschg